# Francesc Casadesús i Calvó
Francesc Casadesús i Calvó (L'Esquirol, 1964) és un gestor cultural, llicenciat en psicopedagogia i màster en gestió cultural per la Universitat de Barcelona. Els seus primers passos en les arts escèniques van ser com a actor i ballarí, treballant amb grups com Sèmola Teatre, Zotal, Esteve Grasset o Iago Pericot. Posteriorment, va treballar com a productor a diversos espectacles, gerent de l'Institut de Cultura de Vic i director de comunicació del MACBA. Entre 2005 i 2016 va ser el director del Consorci Mercat de les Flors / Centre de les Arts de Moviment de Barcelona. Fou un dels impulsons i president d'EDN, xarxa europea de Cases de Dansa I lider de projectes europeus com ara Moduldance. A finals de 2016 guanya el concurs per dirigir el Festival Grec de Barcelona, en vuit edicions i fins a 2024. La tardor del 24 entra a formar part de l'equip de Julio Manrique al Teatre Lliure de Barcelona.

## Reconeixements
- 2008. Premi Nacional de Cultura, en l'apartat de Dansa, atorgat per la Generalitat de Catalunya[3]
- 2014. Insígnia de l'Ordre des Arts et des Lettres en el grau de Chevalier, atorgada pel Ministeri de Cultura de França[4][5]
- 2015. Medalla d'Or al Mèrit de les Belles Arts, atorgada pel Ministeri de Cultura d'Espanya[6][1]